# De Villers Masbourg

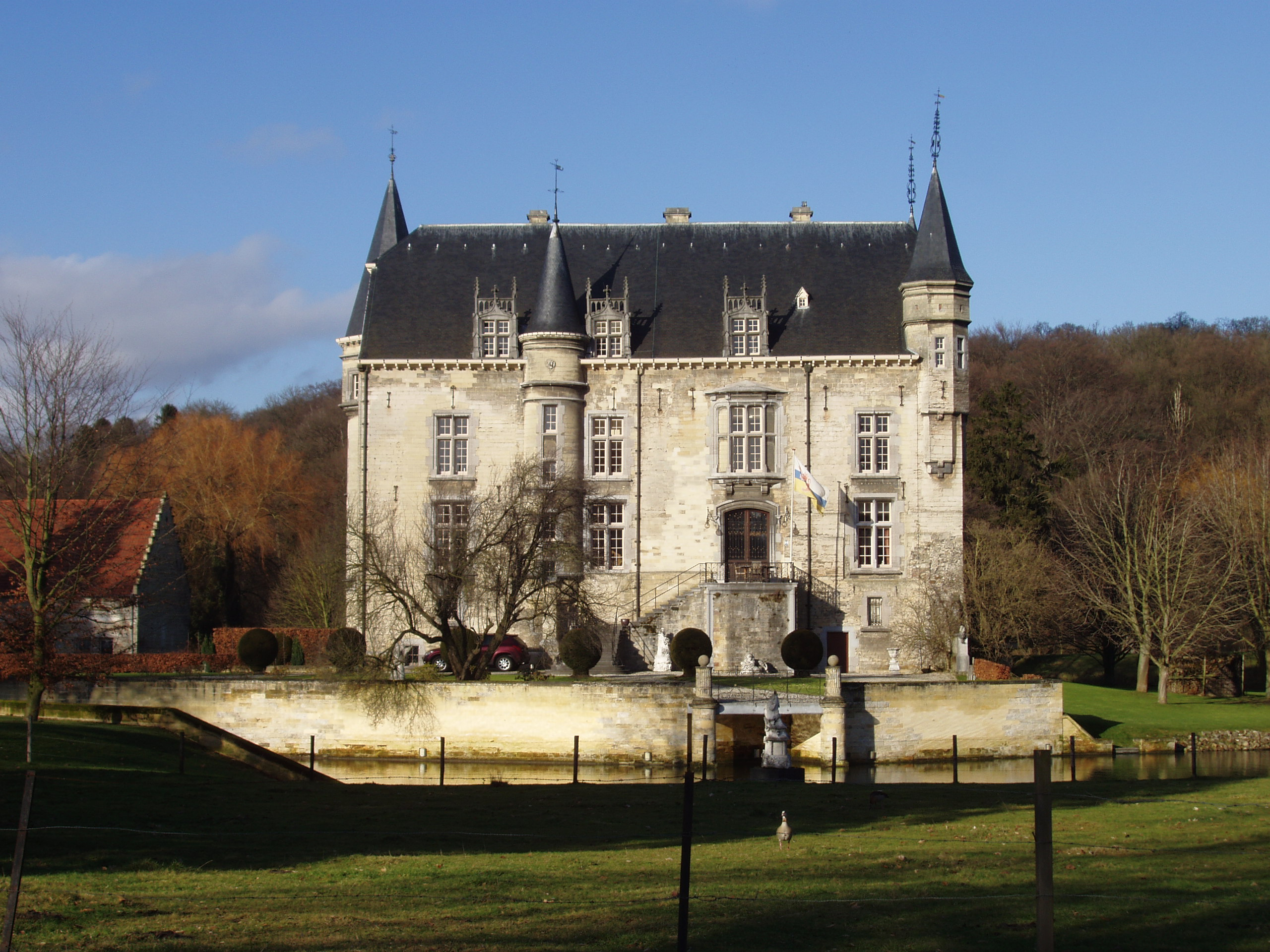
Het kasteel Schaloen, dat aan de Villers Masbourg behoorde

De Villers Masbourg was een Zuid-Nederlandse adellijke familie.

## Geschiedenis
In de achttiende eeuw werden leden van deze familie opgenomen in de Tweede stand ('état noble') van de Staten van Luxemburg en van Namen.
Het ging onder meer om François-Antoine de Villers, heer van Esclaye, lid van de Tweede stand van de Staten van Namen, die getrouwd was met Anne de Ponty de Suarlée. Hun drie zoons, die hierna volgen, werden in 1816 opnieuw in de adel opgenomen.

## Ladislas de Villers Masbourg
Marie Joseph François Antoine Ladislas de Villers Masbourg d'Esclaye (Javingue, 23 juni 1765 - Oud-Valkenburg, 19 juni 1850) was cadet in het regiment van Lamarck, officier en kolonel in het Franse leger. In 1816, onder het Verenigd Koninkrijk der Nederlanden, werd hij erkend in de erfelijke adel en benoemd in de Ridderschap van de provincie Namen. Hij trouwde in 1807 met gravin Philippine de Hoen (1784-1860), dochter van graaf Maximilien de Hoen en prinses Félicité de Hohenzollern-Hechingen. Zij bewoonden het kasteel Schaloen in Oud-Valkenburg. Er waren enkele afstammelingen, maar de familietak is in 1957 uitgedoofd.
Philippe Iweins d'Eeckhoutte heeft in 2008 naamverandering bekomen. Hij en zijn afstammelingen heten voortaan Iweins de Villers-Masbourg d'Esclaye. Hij is de zoon van Anne de Villers Masbourg d'Esclaye (1931), die trouwde met Marc Iweins d'Eeckhoutte (1929).

## Casimir de Villers Masbourg
Casimir Philippe Joseph Antoine René de Villers Masbourg (Haut-Fays, 12 november 1767 - Brussel, 6 januari 1865) werd in 1816 erkend in de erfelijke adel en benoemd in de Ridderschap van Namen. Hij trouwde in 1828 met Marie-Thérèse Anne (1784-1858). Het echtpaar bleef kinderloos.

## Adolphe de Villers Masbourg
Adolphe Antoine Jean Népomucène Nicolas de Villers Masbourg (Haut-Fays, 8 december 1772 - Roy, 4 februari 1855). Hij werd in 1816 erkend in de erfelijke adel en benoemd in de Ridderschap van Namen. Hij trouwde met Félicité de Monin (1791-1838) en ze kregen twee dochters.